# Watersipora platypora
Watersipora platypora är en mossdjursart som beskrevs av Seo 1999. Watersipora platypora ingår i släktet Watersipora och familjen Watersiporidae. Inga underarter finns listade i Catalogue of Life.